# ドリス・ケレンツ
ドリス・ケレンツ（Doris Kelenc 、1986年2月8日 - ）は、スロベニア・プトゥイ出身のプロサッカー選手。USVアラーハイリゲン所属。ポジションは、ミッドフィールダー。